# Lawrence (Massachusetts)
Lawrence és una població dels Estats Units i coseu del comtt d'Essex, juntament amb Salem, a l'estat de Massachusetts. Segons el cens del 2007 tenia 70.066 habitants.

## Història
El 1912 les obreres tèxtils declaren la vaga sota el lema: “volem el pa, però també les roses”. És una de les primeres victòries del moviment obrer dels Estats Units.

## Demografia
Segons el cens del 2000, Lawrence tenia 72.043 habitants, 24.463 habitatges, i 16.903 famílies. La densitat de població era de 3.996,5 habitants/km².
Dels 24.463 habitatges en un 41,4% hi vivien nens de menys de 18 anys, en un 36,6% hi vivien parelles casades, en un 25,7% dones solteres, i en un 30,9% no eren unitats familiars. En el 25,5% dels habitatges hi vivien persones soles el 10% de les quals corresponia a persones de 65 anys o més que vivien soles. El nombre mitjà de persones vivint en cada habitatge era de 2,9 i el nombre mitjà de persones que vivien en cada família era de 3,46.
Per edats la població es repartia de la següent manera: un 32% tenia menys de 18 anys, un 11,1% entre 18 i 24, un 30,3% entre 25 i 44, un 16,7% de 45 a 60 i un 9,8% 65 anys o més.
L'edat mediana era de 30 anys. Per cada 100 dones de 18 o més anys hi havia 86,8 homes.
La renda mediana per habitatge era de 25.983 $ i la renda mediana per família de 29.809$. Els homes tenien una renda mediana de 27.772 $ mentre que les dones 23.137$. La renda per capita de la població era de 11.360$. Entorn del 21,2% de les famílies i el 34,3% de la població estaven per davall del llindar de pobresa.

## Poblacions més properes
El següent diagrama mostra les poblacions més properes.